# Ống hơi (tàu ngầm)

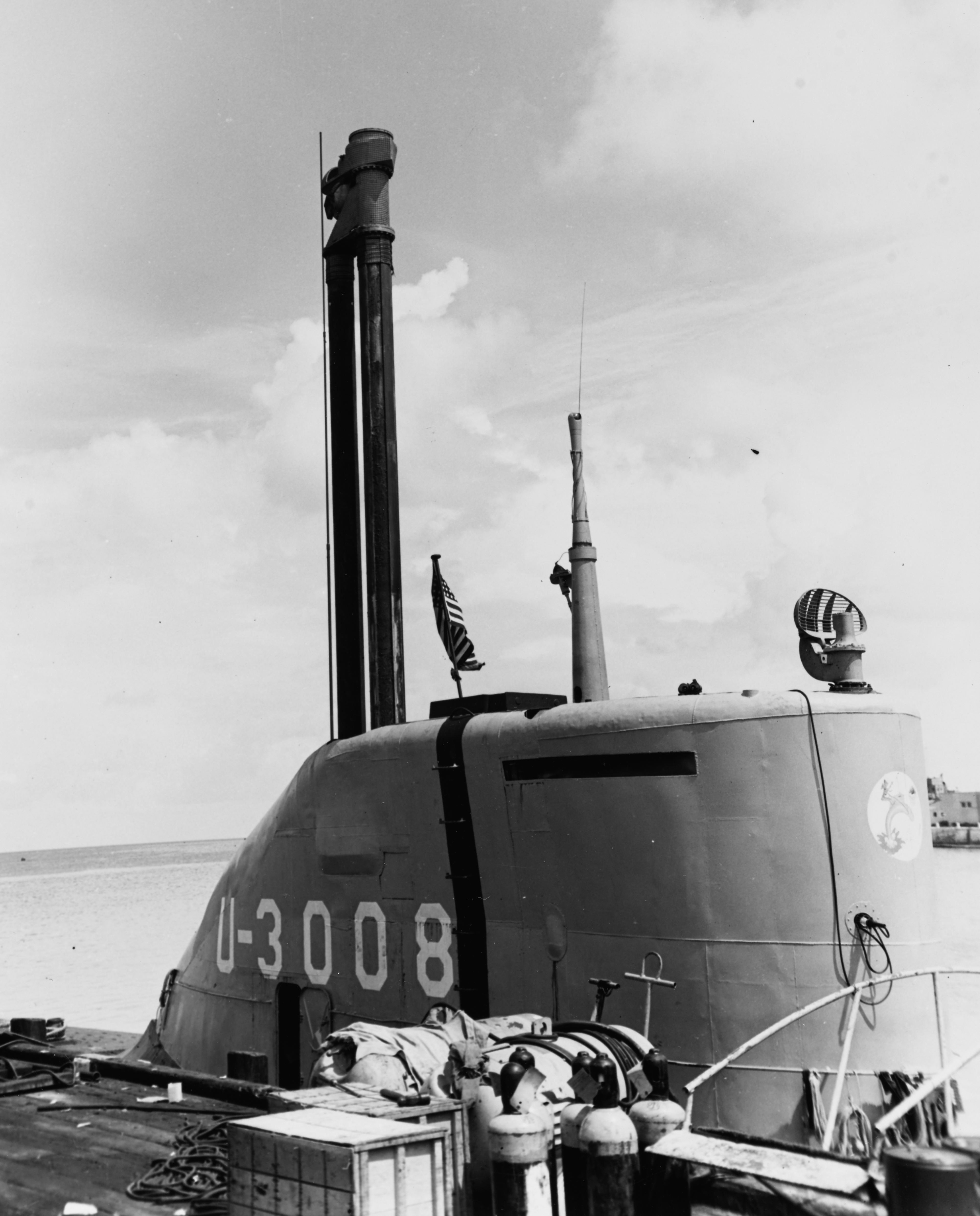
Tháp chỉ huy tàu ngầm USS U-3008 (nguyên là tàu ngầm Đức U-3008), với ống hơi nhô lên

Ống hơi tàu ngầm (tiếng Anh: snorkel, tiếng Đức: schnorchel) là một thiết bị cho phép tàu ngầm hoạt động ngầm dưới nước trong khi vẫn hút không khí trên mặt nước. Là một sáng kiến của các kỹ sư Hà Lan, chúng bắt đầu được sử dụng rộng rãi trên những tàu ngầm U-boat Đức vào giai đoạn cuối của Chiến tranh Thế giới thứ hai. 

## Lịch sử

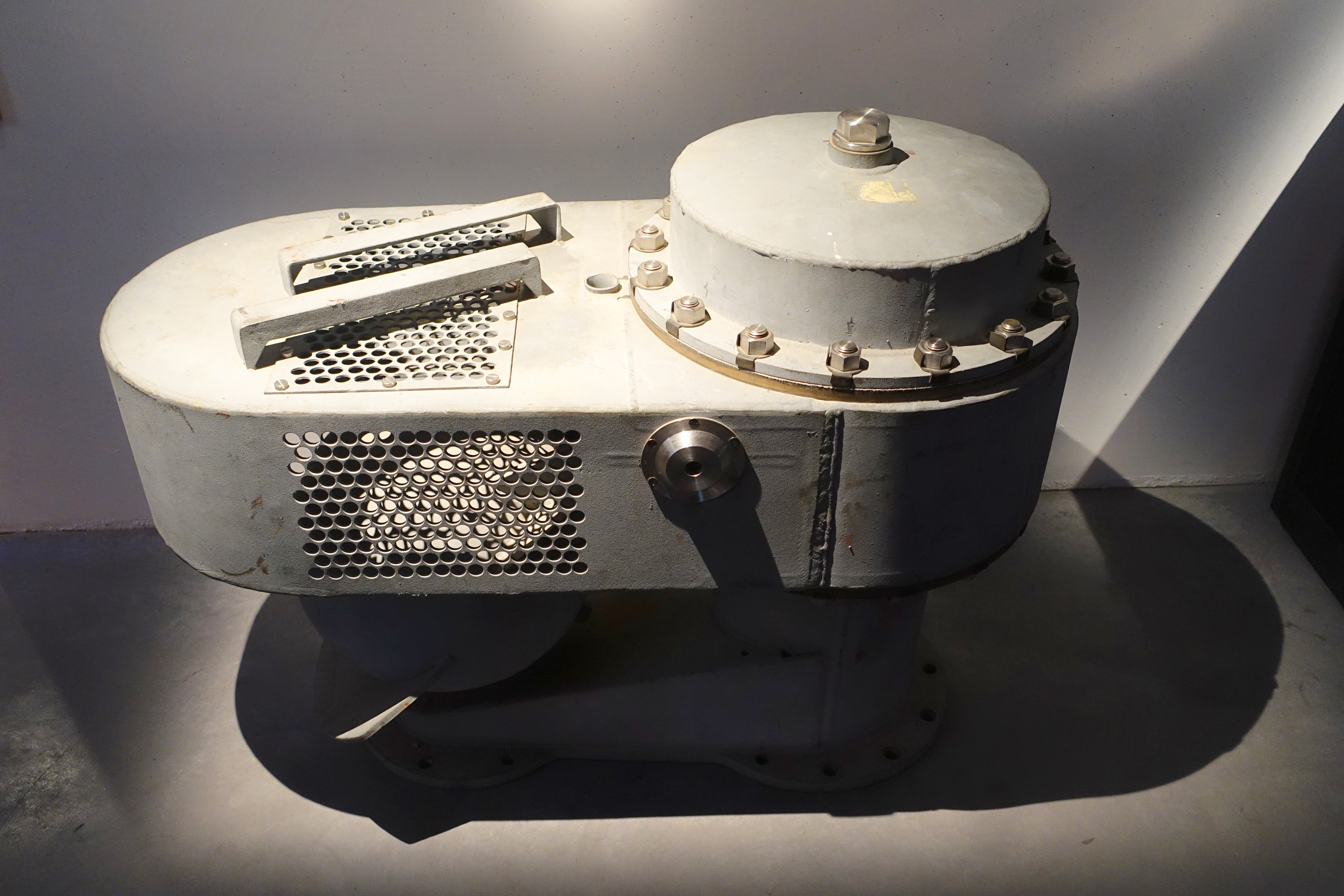
Đầu ống hơi trang bị cho U-3503, bị đánh đắm tại Gothenburg vào ngày 8 tháng 5, 1945, được Hải quân Thụy Điển trục vớt và nghiên cứu nhằm cải tiến thiết kế tàu ngầm của họ trong tương lai

Cho đến khi tàu ngầm chạy năng lượng hạt nhân ra đời, tàu ngầm được thiết kế để hoạt động trên mặt nước trong phần lớn thời gian, và chỉ lặn để ẩn nấp hay tấn công vào ban ngày. Cho đến khi radar được sử dụng rộng rãi từ năm 1940, vào ban đêm tàu ngầm an toàn hơn khi ở trên mặt nước so với đi ngầm, vì sonar có thể phát hiện tàu dưới mặt nước nhưng hầu như không thể phát hiện tàu nổi. Tuy nhiên khi kỹ thuật radar ngày càng được hoàn thiện khi xung đột tiếp diễn, tàu ngầm (đặc biệt là U-boat Đức Quốc Xã tại Đại Tây Dương) buộc phải dành nhiều thời gian hơn dưới mặt nước, chạy bằng động cơ điện với tốc độ chỉ vài knot và tầm xa rất hạn chế.
Ngay vào thời kỳ Chiến tranh Thế giới thứ nhất, một kiểu ống hơi tàu ngầm ban đầu được James Richardson, Phụ tá Quản đốc tại hãng đóng tàu Scotts Shipbuilding and Engineering Company, Greenock, Scotland sáng chế vào năm 1916. Mặc dù công ty có được bằng sáng chế Anh cho thiết kế này,  chúng không được Bộ Hải quân Anh chấp nhận cho sử dụng cùng Hải quân Hoàng gia Anh.
Vào tháng 11, 1926, Đại tá Hải quân Pericle Ferretti thuộc Phòng kỹ thuật Hải quân Ý đã thử nghiệm với một ống thông hơi trang bị trên tàu ngầm H 3. Thử nghiệm khá thành công, và một hệ thống tương tự được thiết kế cho lớp Sirena nhưng cuối cùng bị tháo dỡ. Các hệ thống ống hơi sau này không dựa trên thiết kế của Ferretti.
Vào năm 1938, Hải quân Hoàng gia Hà Lan thử nghiệm với một hệ thống ống đơn giản trên các tàu ngầm O-19 và O-20 cho phép các tàu ngầm vận hành động cơ diesel ở độ sâu kính tiềm vọng đồng thời nạp lại điện cho ắc-quy. Hệ thống này được kỹ sư Hà Lan Jan Jacob Wichers thiết kế.  tàu ngầm lớp O 21 của Hà Lan được trang bị một thiết bị như vậy mang tên snuiver (ống hít).
Khi Đức Quốc Xã xâm chiếm Hà Lan vào năm 1940; việc chiếm được các tàu ngầm O-25 và O-26 là một dịp may cho Hải quân Đức. Thoạt tiên họ chỉ thấy đây là công cụ giúp hút không khí sạch trao đổi vào bên trong tàu. Mãi cho đến năm 1943, khi có nhiều U-boat bị mất trên biển, họ mới tận dụng ống hơi để chạy động cơ diesel ngầm dưới biển, và tái trang bị cho nhiều chiếc thuộc Type VIIC và Type IXC sẵn có, cũng như đưa vào thiết kế các Type XXI và Type XXIII mới.
Tàu ngầm U-boat đầu tiên được trang bị ống hơi là chiếc U-58, đã tiến hành lặn thử nghiệm tại khu vực biển Baltic vào mùa Hè năm 1943. Nó được đưa vào hoạt động vào đầu năm 1944, và cho đến tháng 6 năm đó khoảng một nữa số U-boat đặt căn cứ tại bờ biển Pháp phía Đại Tây Dương đã được trang bị ống hơi. Trên Type VII ống hơi được xếp về phía trước và chứa trong một ngăn trong thân bên mạn trái; còn trên Type IX ống hơi chứa trong một ngăn trong thân bên mạn phải. Type XXI và Type XXIII có ống hơi kéo dài được, nhô lên thẳng đứng từ tháp chỉ huy bên cạnh kính tiềm vọng.

## Giới hạn hoạt động
Cho dù ống hơi cho phép tàu ngầm sử dụng động cơ diesel trong khi đi ngầm dưới nước, việc sử dụng có một số giới hạn và vấn đề phát sinh. Tàu ngầm U-boat với ống hơi nhô lên bị giới hạn tốc độ chỉ có 6 kn (11 km/h) để ống hơi không bị hư hại hay vỡ. Thiết bị dò âm theo mảng pha Gruppenhorchgerät không thể hoạt động khi vận hành động cơ diesel ngầm dưới nước.
Tuy nhiên, hiệu ứng nghiêm trọng nhất xảy ra khi sử dụng ống hơi là khả năng tạo ra chân không bên trong chiếc tàu ngầm. Những ống hơi đầu tiên trang bị van nổi (ballcock) tự động nhằm ngăn ngừa nước biển bị hút vào động cơ diesel khi biển động lúc thời tiết xấu. Khi van đóng mà động cơ vẫn tiếp tục chạy sẽ hút không khí bên trong tàu. Áp lực không khí trong tàu giảm bất ngờ sẽ khiến thủy thủ đau tai, thâm chí vỡ màng nhĩ; và chênh lệch áp suất khiến van nổi bị khóa chặt, buộc con tàu phải tắt động cơ diesel và trồi khẩn cấp lên mặt biển.
Vấn đề này tiếp tục tồn tại ngay cả với tàu ngầm hiện đại; tuy nhiên hiệu ứng này được giảm nhẹ bằng cách trang bị cảm biến chân không, sẽ tự động tắt động cơ diesel nếu có hiện tượng giảm áp suất đột ngột. Thiết kế ống hơi hiện đại cũng trang bị mạch điều khiển một bơm áp lực, giữ cho van nổi mở chống lại lực kéo của lò so. Cảm biến sẽ đóng van nếu cảm nhận có cơn sóng biển, rồi tự động mở lại khi không còn nước.
Vì ống hơi được thiết kế để hút không khí bên ngoài đồng thời xả thoát khí thải của động cơ diesel, khí thải có thể nhìn thấy từ khoảng cách cho đến 4,5 km (2,4 nmi). Ngoài ra sóng tạo ra bởi ống hơi hay kính tiềm vọng di chuyển trên mặt nước cũng dễ bị phát hiện khi biển lặng. Vào những ngày đầu của Trận chiến Đại Tây Dương trong Thế Chiến II, radar Type 271 có thể phát hiện kính tiềm vọng của tàu ngầm đang lặn ở khoảng cách 800 m (0,50 mi) trong một thử nghiệm vào năm 1940.